# Skriget i Vildmarken
Skriget i Vildmarken er en amerikansk stumfilm fra 1919 af Jesse D. Hampton.

## Medvirkende
- J. Warren Kerrigan som Burke Marston
- William Conklin som Evan Mears
- Casson Ferguson som Hugh MacLaren
- Lois Wilson
- Walter Perry som Pat Gerry